# Bara (Huesca)
Bara es una localidad española perteneciente al municipio de Sabiñánigo, en la comarca del Alto Gállego, provincia de Huesca, Aragón.

## Historia
Junto con la localidad de Miz, de menor tamaño, formó el llamado municipio de Bara y Miz, que funcionó como institución, al menos, durante la segunda mitad del siglo XIX. A dicho municipio, a lo largo de ese periodo, se le agregarían otras localidades cercanas, cuyos municipios desaparecieran, como es el caso de Abellada, Azpe, Ibirque, Bentué de Nocito y Used.

## Demografía

### Localidad
Datos demográficos de la localidad de Bara desde 1900:
| 137                   | 137 | 122 | 143 | 129 | 93 | 56 | 9 | 8 | 6 | 6 | 9 | 9 |
| (Fuente: IAEST e INE) |     |     |     |     |    |    |   |   |   |   |   |   |

- Datos referidos a la población de derecho.

### Municipio
Datos demográficos del municipio de Bara y Miz desde 1842:
| 238           | 407 | 389 | 413 | 369 | -- | -- | -- |
| (Fuente: INE) |     |     |     |     |    |    |    |

- Entre el censo de 1857 y el anterior, crece el término del municipio porque incorpora a Abellada y Azpe, Bentué de Nocito, Ibirque y Used.
- Entre el censo de 1897 y el anterior, desaparece el municipio de Bara y Miz, y se integra en el municipio de Secorún.
- Datos referidos a la población de derecho, excepto en los censos de 1857 y 1860, que se refieren a la población de hecho.

## Entorno natural
Está emplazada entre la sierra de Aineto y la sierra de Guara, y dentro del parque natural de la Sierra y los Cañones de Guara, y turísticamente se le conoce como la puerta de entrada para dos de los barrancos de más entidad de la sierra, como el barranco de Mascún o el de las Gorgas Negras. Entorno pues muy propicio para actividades de turismo activo como barranquismo o senderismo. En las inmediaciones existen lugares de gran interés paisajístico y natural como el Salto de la Tosca, en el río Cardito.